# ZENN
ZENN (англ. Zero Emission, No Noise — рус. Без выхлопов и шума). Электромобиль, производимый канадской компанией ZENN Motor Company (основана в 2000 году). ZENN также известен под названием Feel Good Car.

## Описание
ZENN — городской двухместный электромобиль. ZENN развивает максимальную скорость 40 км/ч. Свинцово-кислотные аккумуляторы позволяют на одной зарядке проехать 56 км. Дальность пробега можно увеличить, установив дополнительные аккумуляторы. Аккумуляторы заряжаются за 8 — 9 часов. Мощность электродвигателя 5 кВт.
ZENN продаётся в США по базовой цене $12000. Основным рынком сбыта ZENN были США, так как в Канаде не был принят закон об эксплуатации низкоскоростных транспортных средств. Только в ноябре 2007 года Транспортное агентство Канады выдало сертификат безопасности ZENN.
В апреле 2007 года ZENN Motor Company приобрела 3,8 % акций техасской компании EEstor за $2,5 млн EEstor разрабатывает технологии хранения энергии — суперконденсаторы (Electrical Energy Storage Units (EESU) с удельной ёмкостью примерно вдвое большей, чем литий-ионных аккумуляторов.
ZENN Motor Company планирует устанавливать 15 кВт·ч устройства EESU на электромобили. Вес устройства менее 45 кг. Эксплуатация при температуре воздуха от — 20 до + 60 °С. Время зарядки — несколько минут. Срок службы — 18500 циклов перезарядки. Стоимость устройства около $2000 — $3000.
ZENN Motor Company планировала начать производство электромобилей с суперконденсаторами EEstor осенью 2009 года. Вместо этого в сентябре 2009 года компания ZENN Motor Company приняла решение прекратить дальнейшие разработки электромобиля ZENN. Компания приняла решение поставлять OEM компаниям силовые установки на базе суперконденсаторов EEstor для сборки электромобилей. ZENN Motor Company приобрела исключительные права на распространение суперконденсаторов EEstor для электромобилей массой не более 1400 кг.